# 城北中継局
城北中継局（じょうほくちゅうけいきょく）は、愛媛県松山市にあるアナログテレビ中継局である。なお、ここでは同地に開局したデジタルテレビ中継局である松山御幸中継局（まつやまみゆきちゅうけいきょく）についてもあわせて記載する。

## 概要
- 当中継局は、松山市御幸1丁目に置かれている。
- 当中継局には、RNB南海放送テレビが中継局を置いておらず、松山送信所などを受信している。
- デジタルテレビはNHKのみ大幅減力の上設置されている。なお民放各局はRNB（アナログ）と同様松山本局を受信する必要がある。

## 中継局概要

### デジタルテレビ
| リモコン キーID | 放送局名     | チャンネル | 空中線電力 | ERP   | 放送対象地域 | 放送区域 内世帯数 |
| 1               | NHK 松山総合 | 49         | 50mW       | 450mW | 愛媛県       | 約6000世帯        |
| 2               | NHK 松山教育 | 51         | 50mW       | 450mW | 全国         | 約6000世帯        |

### アナログテレビ
| チャンネル | 放送局名           | 空中線電力        | ERP              | 放送対象地域 | 放送区域 内世帯数 |
| 39         | NHK 松山教育       | 映像3W /音声750mW | 映像32W /音声8W  | 全国         | 約2万9000世帯     |
| 41         | NHK 松山総合       | 映像3W /音声750mW | 映像32W /音声8W  | 愛媛県       | 約2万9000世帯     |
| 32         | ITV あいテレビ     | 映像10W /音声2.5W | 映像83W /音声21W | 愛媛県       | 約2万9000世帯     |
| 34         | eat 愛媛朝日テレビ | 映像10W /音声2.5W | 映像83W /音声21W | 愛媛県       | 約2万9000世帯     |
| 47         | EBC テレビ愛媛     | 映像10W /音声2.5W | 映像83W /音声21W | 愛媛県       | 約2万9000世帯     |

- あいテレビ・愛媛朝日テレビ各局のアナアナ変換は、2005年2月に実施され、ITVは19chから、eatは17chからそれぞれ変更された。
- 地上デジタル放送の開始に向けたアナログ周波数変更対策の平成17年2月の受信対策地域（四国管内） - 総務省四国総合通信局（2005年1月18日プレスリリース・平成17年度報道資料）

## 放送エリア
- アナログは松山市・伊予市・伊予郡松前町・伊予郡砥部町の各一部。デジタルは松山市の一部。